# 19 Dywizja Strzelców
19 Dywizja Strzelców – dywizja piechoty Armii Czerwonej okresu wojny domowej w Rosji 1917–1921, w tym wojny polsko-bolszewickiej.
W dniu 20 września 1920 roku tuż przed wybuchem bitwy nad Niemnem razem z 17 DK, 55 DS i 57 DS wchodziła w skład 4 Armii Dmitrija Szuwajewa i obsadzała kierunek piński na południowym skrzydle Frontu Zachodniego.